# Dąbrówka Szadkowska
Dąbrówka Szadkowska – wieś w Polsce położona w województwie łódzkim, w powiecie poddębickim, w gminie Zadzim.
Miejscowość wchodzi w skład sołectwa Dzierzązna Szlachecka. Od zachodu graniczy z Dąbrówką.
W latach 1975–1998 miejscowość administracyjnie należała do województwa sieradzkiego.